# Zoe Fontana
Zoe Fontana (Traversetolo, 16 maggio 1911 – Roma, 31 ottobre 1979) è stata una stilista e imprenditrice italiana.
È celebre per avere fondato, insieme alle sue sorelle Micol e Giovanna, l'atelier romano di alta moda Sorelle Fontana.

## Biografia
Zoe Fontana nacque il 16 maggio del 1911 a Traversetolo, un piccolo paese collinare in provincia di Parma da Giovanni Fontana e Amabile Dalcò. Conseguita la licenza elementare, cominciò a lavorare fin da ragazza, nella sartoria di famiglia, con le sorelle e la mamma Amabile Dalcò. Nel paese natale conobbe Mario Montanarini, un restauratore di mobili, che sposò nel 1934.
Dopo un periodo di due anni a Parigi col marito, si trasferì a Roma dove venne raggiunta due mesi dopo dalle sorelle Micol e Giovanna, che condivisero con lei l'appartamento nel quale viveva a causa della forte povertà.
Inizialmente lavorò presso la sartoria Zecca, fino a quando il suo datore di lavoro si accorse della sua straordinaria dote e le affida il compito di confezionare gli abiti da sera per la cliente più prestigiosa della boutique. Dopo la nascita del primo figlio, nel 1937, Zoe fu licenziata dalla ditta Zecca, con la motivazione di scarso rendimento. In realtà le vere ragioni erano la gravidanza e il puerperio.
In seguito riuscì a trovare lavoro presso la sartoria Battilocchi. Qui divenne in breve tempo première, con l'incarico di seguire le prove delle clienti, fra le quali anche la regina Elena; fu questa l'occasione per fare le prime conoscenze importanti tra cui Gioia Marconi Braga, figlia del celebre fisico Guglielmo, la quale, quando le tre sorelle si misero in proprio, ne divenne cliente, portando con sé altre amiche appartenenti all'alta società romana.
Nel 1947 fondò insieme alle sorelle l'azienda Sorelle Fontana, celebre casa di alta moda, che ha vestito le più famose dive degli anni cinquanta, sessanta e settanta.
Nel 1953 contribuì a fondare, insieme alle sorelle e ad altri grandi nomi dell'epoca (tra cui Emilio Schuberth, Alberto Fabiani, Vincenzo Ferdinandi, Jole Veneziani, Giovannelli-Sciarra, Mingolini-Guggenheim, Eleonora Garnett, Simonetta), il SIAM - Sindacato Italiano Alta Moda, in disaccordo con il co-fondatore dell'Alta Moda in Italia il nobile fiorentino Giovanni Battista Giorgini. I "secessionisti", come vennero chiamati, erano gli stilisti che polemicamente facevano sfilare le loro creazioni nei propri atelier a Roma, due giorni prima delle sfilate di Palazzo Pitti a Firenze.
Morì il 31 ottobre 1979. Dopo il decesso venne avviata una diversificazione produttiva all'interno dell'azienda in base al target dei prodotti.

## Riferimenti nell'intrattenimento
La stilista è stata interpretata da Anna Valle nella miniserie televisiva Atelier Fontana - Le sorelle della moda del 2011 per la quale la sorella Micol Fontana ha contribuito come consulente e ha fatto un cammeo nei panni di sé stessa nel prologo e nell'epilogo.

## Archivio
L'archivio della Fondazione Micol Fontana di Roma, nel fondo Sorelle Fontana Alta Moda (estremi cronologici: 1940 - 2002), conserva abiti, figurini, biblioteca, emeroteca, fondo fotografico, ricami e accessori dell'Atelier Sorelle Fontana. Alcune creazioni Fontana sono esposte anche presso l'Archivio dell'Alta Moda Italiana di Roma.